# Drepanosiphum caucasicum
Drepanosiphum caucasicum är en insektsart. Drepanosiphum caucasicum ingår i släktet Drepanosiphum och familjen långrörsbladlöss. Inga underarter finns listade i Catalogue of Life.